# Antonio Sant'Elia
Antonio Sant'Elia (Como, 30 de abril de 1888 — Monfalcone, 10 de outubro de 1916) foi um arquiteto italiano, conhecido por ser adepto do futurismo, uma vanguarda artística europeia do início do século 20 que rejeitava o passado e exaltava a velocidade, as máquinas e o movimento, característicos das mudanças industriais e sociais do começo do século passado.
Sant’Elia deixou muitas obras incompletas e é especialmente lembrado por seus rascunhos e pela influência deixada na arquitetura moderna.

## Biografia
Antonio Sant'Elia nasceu em 1888, em Como, na região da Lombardia. Treinado como construtor e arquiteto, Antonio abriu um escritório em Milão em 1912, envolvendo-se pouco tempo depois com o movimento futurista,  sendo o seu principal arquiteto e divulgador, influenciado pelas ideias de Otto Wagner e pelas cidades industriais dos Estados Unidos. O futurismo visava romper com a visão da arquitetura do passado, que segundo Antonio replicava antigos modelos, misturando estilos, para assim chamá-los de "arquitetura moderna".
Por volta dessa época, e produziu desenhos de grande impacto da sua Città Nuova (Cidade Nova), com escala monumental de megalópoles com arranha-céus, passarelas e vias suspensas para veículos. Estes são aspectos reveladores da crescente atividade industrial e do aparecimento de novas tecnologias e materiais, utilizados nos seus discursos e desenhos.

### Morte
Nacionalista e patriota, Antonio se alistou no exército italiano quando seu país entrou na Primeira Guerra Mundial, em 1915. Ele foi morto durante a Oitava Batalha do Isonzo, perto de Gorizia. Sant’Elia, porém, não foi o único futurista que lutou e morreu na Primeira Guerra. Vários artistas e profissionais se alistaram, acreditando que o mundo deveria ser purificado através da guerra, de maneira a destruir o velho para abrir caminho para o futuro.
Os futuristas viam a si próprios como pioneiros, que estaria forjando a civilização do começo. No Manifesto Futurista, de Filippo Tommaso Marinetti, em 1909, o autor disse:
| “ | Estamos no último promontório dos séculos! Por que deveríamos olhar para trás, quando o que queremos é derrubar as portas misteriosas do Impossível? | ” |

## Escritos
Abriu um atelier em Milão

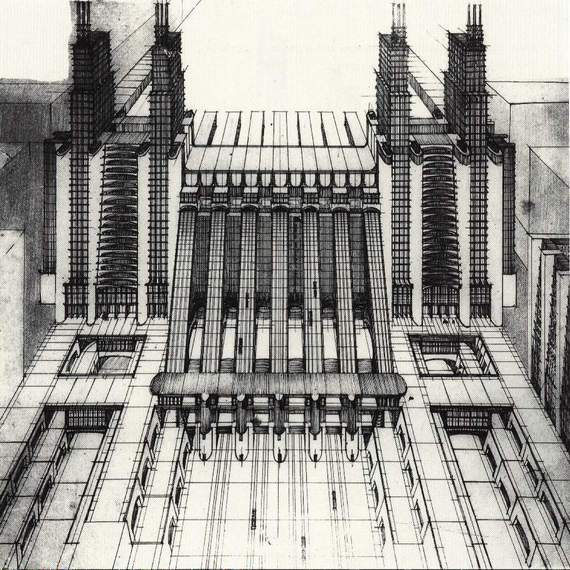
Desenho: Estação ferroviária e aeroporto da La Città Nuova (Cidade Nova)

Em agosto de 1914, Antonio teria publicado o Manifesto da Arquitetura Futurista, apesar de ainda se debater se ele foi mesmo seu autor. Segundo Antonio, a principal função da cidade na era industrial era a de facilitar o movimento de maneira mais eficiente possível. Em sua Città Nuova, ele propôs três níveis para tráfego, segundo a velocidade e o tipo de veículo. Criou passagens para pedestres, vias para carros e linhas para trens. Aliados a elevadores verticais, seriam as únicas vias de tráfego da cidade. Ele propôs ainda que a cidade existia em contínua construção.
| “ | Devemos inventar e reinventar a cidade. Deve ser um grande, tumultuado, vivo e nobre canteiro de obras, dinâmico em todas as partes. | ” |

Sua visão das cidades do futuro era extremamente industrializada e mecanizada. Ele não via prédios isolados na paisagem urbana, mas grandes construções de múltiplos níveis, com conurbações integradas, de maneira a dar vida à cidade.

## Influência e legado
As suas obras influenciaram arquitetos contemporâneos e anteciparam as cidades e o urbanismo modernos com planos das edificações que recuam conforme ganham altura, possibilitando a iluminação das vias térreas e a circulação do ar. As cidades, com a sua elevada densidade populacional, procuravam ordenamento consoante o seu crescimento.
Suas obras também serviram de inspiração para os cenários futuristas de filmes clássicos de ficção científica, como Metrópolis e Blade Runner.

## Galeria

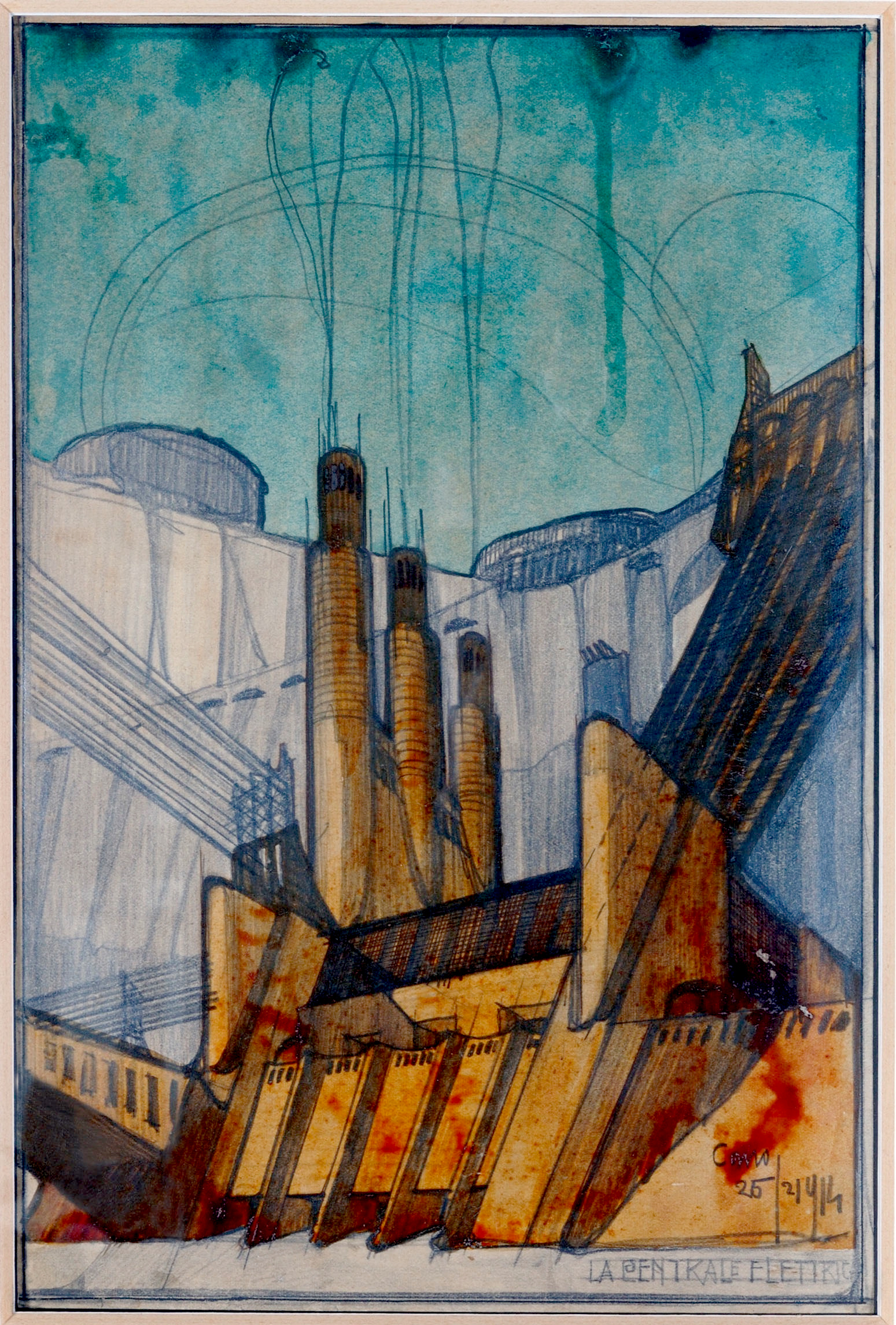
Central elétrica (1914)
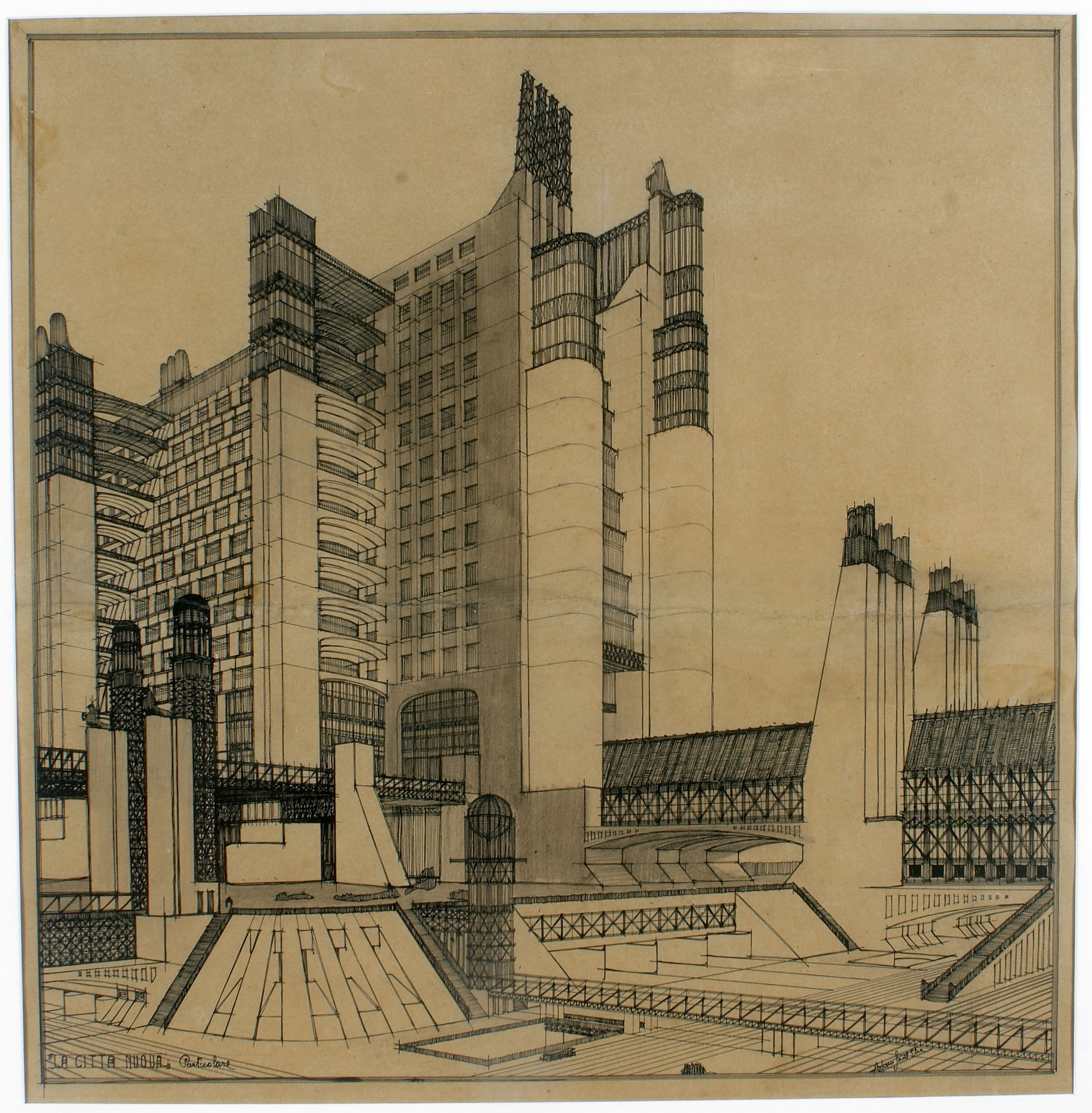
Residência com elevadores externos (1914)
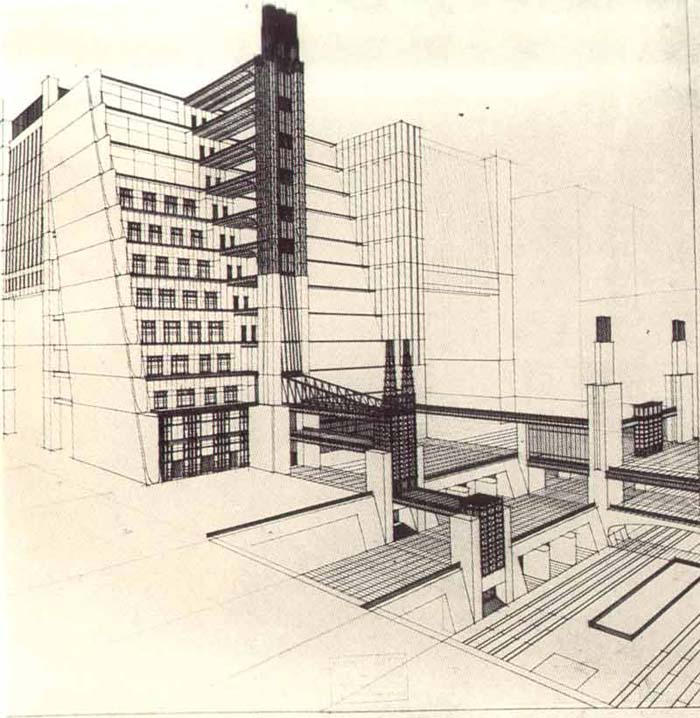
Drawing (1914)
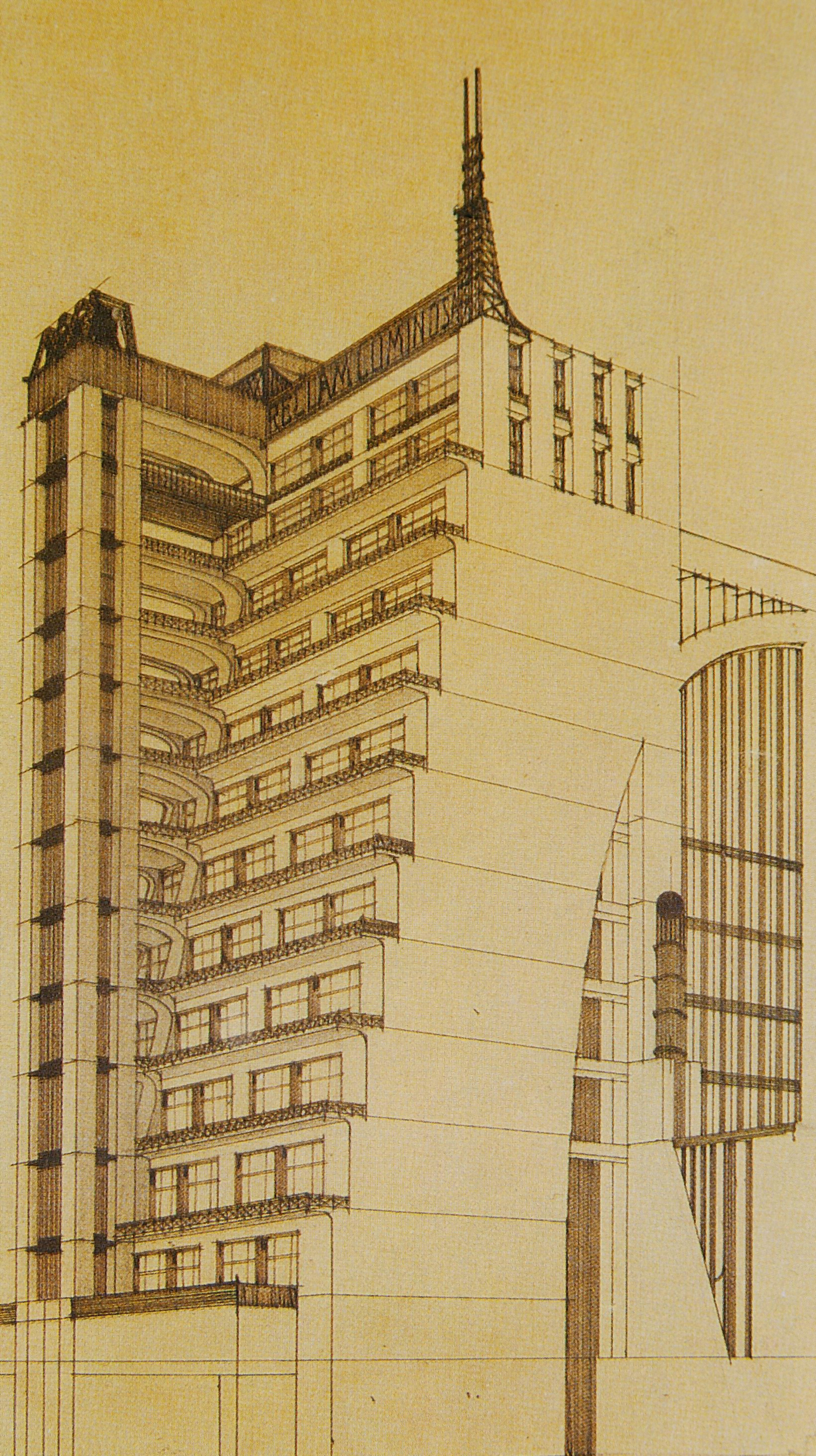
Edifício em degraus(1914)
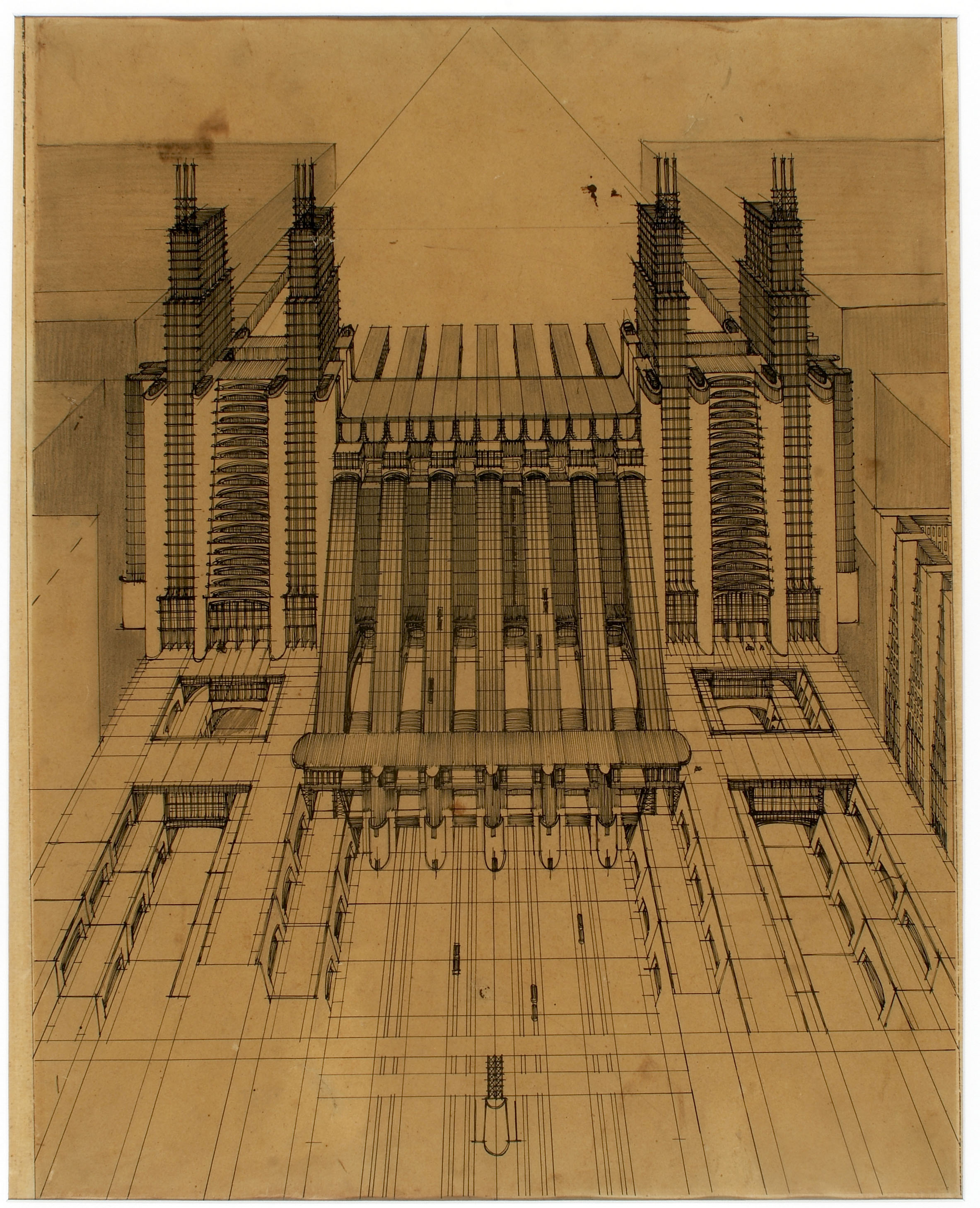
Perspectiva de La Città Nuova, 1914